# Tài sản cố định
Tài sản cố định là tư liệu sản xuất chuyên dùng trong sản xuất kinh doanh, có giá trị lớn và dùng được vào nhiều chu kì sản xuất và theo Điều 2 Thông tư 45/2013/TT-BTC có quy định cách hiểu cụ thể về từng loại tài sản cố định.
Có ba loại tài sản cố định:

## Tài sản cố định hữu hình
Tài sản cố định hữu hình là những tư liệu lao động chủ yếu có hình thái vật chất (từng đơn vị tài sản có kết cấu độc lập hoặc là một hệ thống gồm nhiều bộ phận tài sản liên kết với nhau để thực hiện một hay một số chức năng nhất định) thoả mãn các tiêu chuẩn của tài sản cố định hữu hình, tham gia vào nhiều chu kỳ kinh doanh nhưng vẫn giữ nguyên hình thái vật chất ban đầu như nhà cửa, vật kiến trúc, máy móc, thiết bị...
Tài sản cố định hữu hình là những tư liệu lao động có hình thái cụ thể vật chất (từng đơn vị tài sản có kết cấu độc lập hoặc là một hệ thống gồm nhiều bộ phận tài sản liên kết với nhau để thực hiện một hay một số chức năng nhất định) thoả mãn các tiêu chuẩn của tài sản cố định hữu hình, tham gia vào nhiều chu kỳ kinh doanh nhưng vẫn giữ nguyên hình thái vật chất ban đầu như nhà cửa, vật kiến trúc, máy móc, thiết bị...,có thể thay đổi hình dạng, giá trị,bản chất trong quá trình nâng cấp, sửa chữa,hay hao mòn dần theo thời gian.

## Tài sản cố định vô hình
Là những tài sản không có hình thái vật chất, thể hiện một lượng giá trị đã được đầu tư thoả mãn các tiêu chuẩn của tài sản cố định vô hình, tham gia vào nhiều chu kỳ kinh doanh, như một số chi phí liên quan trực tiếp tới đất sử dụng; chi phí về quyền phát hành, bằng phát minh, bằng sáng chế, bản quyền tác giả...

## Tài sản cố định thuê tài chính
Là những tài sản cố định mà doanh nghiệp thuê của công ty cho thuê tài chính. Khi kết thúc thời hạn thuê, bên thuê được quyền lựa chọn mua lại tài sản thuê hoặc tiếp tục thuê theo các điều kiện đã thỏa thuận trong hợp đồng thuê tài chính. Tổng số tiền thuê một loại tài sản quy định tại hợp đồng thuê tài chính, ít nhất phải tương đương với giá trị của tài sản đó tại thời điểm ký hợp đồng.

## Trích khấu hao tài sản cố định
Khấu hao là, chỉ cần đặt, các chi phí phát sinh do việc sử dụng tài sản. Đây là hao mòn của một tài sản hoặc giảm bớt trong các giá trị lịch sử do cách sử dụng. Thêm vào này, nó là chi phí ít hơn bất cứ các tài sản có giá trị trên trục vớt cuộc sống hữu ích của nó ước tính. Đó là kinh phí vì nó là kết hợp với thu nhập phát sinh thông qua việc sử dụng của tài sản đó.
Khấu hao thường lây lan trong cuộc sống có ích kinh tế của một tài sản vì nó được coi là chi phí của một tài sản hấp thu qua cuộc sống hữu ích của nó. Không thay đổi chi phí khấu hao là tính phí đối với thu nhập phát sinh thông qua việc sử dụng của các tài sản. Phương pháp khấu hao để được thông qua là tốt nhất còn lại để quản lý các quyết định trong việc xem xét đến tính đặc thù của doanh nghiệp, điều kiện kinh tế hiện hành của các tài sản và hướng dẫn kế toán hiện hành và các nguyên tắc như ngụ ý trong chính sách của tổ chức.
Đó là Cần lưu ý rằng không phải tất cả tài sản cố định giá trị mất giá từ năm này sang năm khác. Đất đai và các tòa nhà, ví dụ, thường xuyên có thể làm tăng giá trị tùy thuộc vào điều kiện bất động sản địa phương thực..